# Grand Chelem (tennis)
Pour les articles homonymes, voir Grand Chelem.
Au tennis, le Grand Chelem est le fait de remporter, la même année, les quatre tournois majeurs du circuit international organisés sous l'égide de la Fédération internationale de tennis,. Ceux-ci sont ainsi appelés « tournois du Grand Chelem ».
Ces quatre tournois sont (le lieu, la période ou la surface ayant parfois varié au fil de l'histoire) :
- l'Open d'Australie à Melbourne (type de surface : dur « GreenSet »), qui commence fin janvier (ou en décembre avant 1986),
- les Internationaux de France de tennis (également appelés « Roland-Garros », et « French Open » en anglais) à Paris (type de surface : terre battue), qui commencent fin mai,
- le tournoi de Wimbledon (ou « The Championships ») à Londres (type de surface : gazon), qui commence fin juin,
- l'US Open à New York (type de surface : dur « Laykold »), qui commence la dernière semaine d'août.

Ces quatre tournois majeurs sont les plus prestigieux et les plus difficiles à gagner sur le circuit professionnel. Ils se déroulent en effet pour chacun sur deux semaines consécutives, sans compter les phases de qualifications et regroupent toutes les épreuves en simple et en double, hommes, femmes et mixte : simple messieurs, simple dames, double messieurs, double dames, double mixte, juniors, seniors et tennis en fauteuil roulant. Pour le simple messieurs, chaque tour se joue en trois sets gagnants, contre deux sets gagnants pour les autres épreuves. Les tableaux de simple se composent de sept tours à élimination directe. La première semaine est dédiée aux trois premiers tours. Puis, en seconde semaine, ont lieu les huitièmes de finale, les quarts de finale, les demi-finales et la finale.

Le terme de « Grand Chelem » est une formule imaginée par la presse sportive dans les années 1930 (cf Historique), mais cet exploit est depuis officiellement reconnu par la Fédération Internationale de Tennis (ITF). Dans un mémorandum publié en 2016, l'ITF statue une nouvelle fois sur cette appellation : 
« The Grand Slam titles are the championships of Australia, France, the United States of America and Wimbledon. Players who hold all four of these titles in one calendar year achieve the “Grand Slam”. »
— ITF

« Les titres du Grand Chelem sont les Championnats d'Australie, de France, des États-Unis d'Amérique et de Wimbledon. Les joueuses et joueurs qui détiennent ces quatre titres lors d'une année calendaire accomplissent le “Grand Chelem”. »
 Plusieurs dérivés de ce terme naquirent néanmoins dans les médias, dont notamment le « Petit Chelem », mais aussi le « Grand Chelem doré », le « Grand Chelem en carrière », le « Grand Chelem doré en carrière », ainsi que le « Grand Chelem sur deux ans ».
Le « Grand Chelem de tennis » a été réalisé à dix-neuf reprises dans l'histoire de ce sport, en simple (dames et messieurs), double (dames et messieurs), double mixte, dans les catégories junior, amateurs et amatrices, professionnels ainsi que handisport. Rod Laver chez les messieurs en 1969 et Steffi Graf chez les dames en 1988 sont les derniers joueurs à avoir réalisé un Grand Chelem en simple sur une année.
Le « Grand Chelem doré » consiste lors d'une année olympique à gagner en simple les quatre tournois majeurs et la médaille d'or. En 1988, Steffi Graf remporte le simple dames des Jeux olympiques de Séoul, signant ainsi le premier Grand Chelem doré de l'histoire.
Quatre autres joueurs ont réussi à gagner en simple, sur plusieurs années, les quatre tournois Majeurs et les Jeux olympiques : Andre Agassi, Rafael Nadal, Serena Williams et Novak Djokovic. Par ailleurs, dans la période la plus récente, Serena Williams (en 2002-2003 et en 2015-2016) et Novak Djokovic (en 2015-2016) ont réussi à détenir les quatre titres du Grand Chelem simultanément, à cheval sur deux saisons. En 2023, Novak Djokovic remporte Roland-Garros pour la troisième fois et devient le premier joueur à avoir gagné au moins trois fois chaque tournoi du Grand Chelem.
Le record de titres individuels en Grand Chelem tous sexes confondus est co-détenu par l'Australienne Margaret Smith Court depuis 1973 rejointe par le Serbe Novak Djokovic en 2023, avec vingt-quatre succès chacun. En double messieurs, l'Américain Mike Bryan est le premier joueur à s'être imposé à dix-huit reprises dans les tournois majeurs, l'Américaine Martina Navrátilová possédant quant à elle trente-et-un trophées en double dames, ce qui constitue le record absolu de titres du Grand Chelem remportés dans une seule catégorie, tous sexes et toutes époques confondus.

## Le Grand Chelem et ses dérivés

### Grand Chelem calendaire
Remporter l'Open d’Australie, les Internationaux de France, le tournoi de Wimbledon et l'US Open au cours de la même année constitue donc le « Grand Chelem de tennis », appelé aussi parfois « Grand Chelem calendaire » ou « Calendar Slam » par les anglophones.
Cet exploit a été accompli à quatre reprises en simple messieurs, d'abord chez les amateurs, par l'Américain Donald Budge en 1938 ainsi que par l'Australien Rod Laver en 1962 ; puis chez les professionnels, Laver parvenant à rééditer cette performance en 1969. Chez les juniors, le Suédois Stefan Edberg conquiert les quatre tournois majeurs en 1983.
Sur le circuit féminin, seules trois joueuses ont réalisé cette performance en simple, l'Américaine Maureen Connoly en 1953 chez les amatrices, puis l'Australienne Margaret Smith Court en 1970 et l'Allemande Steffi Graf en 1988 chez les professionnelles,,.
En double messieurs, les Australiens Ken McGregor et Frank Sedgman sont les deux seuls joueurs, et la seule paire de double masculine, à avoir réalisé le Grand Chelem, en 1953, chez les amateurs. En double dames, la Brésilienne Maria Bueno est la première joueuse de l'histoire à réussir ce quadruplé, toujours chez les amatrices, lors de la saison 1960. Chez les professionnelles, la paire Martina Navrátilová et Pam Shriver s'adjuge les quatre majeurs au terme de la saison 1984, suivie de la Suissesse Martina Hingis en 1998.
Seuls trois athlètes de double mixte sont parvenus à conquérir les quatre majeurs en une même saison, la paire australienne Margaret Smith Court et Ken Fletcher, en amateur, en 1963, puis à nouveau Margaret Smith Court en 1965, et enfin Owen Davidson en 1967.
En tennis fauteuil, l'exploit a été réussi à huit reprises, trois fois en simple et cinq en double. En simple dame, la Néerlandaise Diede de Groot devient la première à le réaliser en 2021 et à le rééditer en 2022 et en 2023. Sa compatriote Esther Vergeer l'accomplit d'ailleurs à deux reprises, en 2009 et 2011, associée à ses compatriotes Korie Homan puis Sharon Walraven, suivie de la paire néerlandaise Aniek van Koot et Jiske Griffioen en 2013, et enfin la paire composée de la Japonaise Yui Kamiji et de la Britannique Jordanne Whiley en 2014.
Chez les messieurs, le Français Stéphane Houdet s'est adjugé les quatre levées du Grand Chelem, lors de l'année 2014, associé à plusieurs partenaires différents, ainsi que l'Australien Dylan Alcott, en 2021, en simple messieurs quad.

### Grand Chelem doré
Le « Grand Chelem doré » consiste, lors d'une année olympique, soit tous les quatre ans, à remporter ces quatre mêmes tournois et à s'imposer également aux Jeux olympiques ou paralympiques.
Steffi Graf, en simple dames, accomplit cette performance en 1988, en remportant la médaille d'or en simple dames aux JO de Séoul,.
Diede de Groot, en simple dames en fauteuil, devient la seconde personne à le réaliser en 2021, en remportant la médaille d'or en simple dames aux Jeux paralympiques de Tokyo.
Cette même année, l'Australien Dylan Alcott, devient le premier homme à le réaliser dans la catégorie quad.

### Grand Chelem en carrière
On parle de « Grand Chelem en carrière » pour les joueurs et joueuses qui ont réussi à remporter les quatre tournois de façon discontinue, sur plusieurs saisons au cours de leur carrière.
Le Britannique Fred Perry fut le premier joueur en simple messieurs à détenir les quatre Majeurs dans son palmarès, en 1935, suivi de Donald Budge en 1938, des Australiens Rod Laver en 1962 et Roy Emerson en 1964 puis Andre Agassi en 1999, Roger Federer en 2009, Rafael Nadal en 2010, et Novak Djokovic en 2016.
En simple dames, il y eut Maureen Connolly en 1953, Doris Hart en 1954, puis Shirley Fry en 1957, Margaret Smith Court en 1963, Billie Jean King en 1972, Chris Evert en 1982, Martina Navrátilová en 1983, Steffi Graf en 1988, Serena Williams en 2003, et enfin Maria Sharapova en 2012.
En double messieurs, vingt-cinq athlètes sont parvenus à décrocher les quatre majeurs au cours de leur carrière. Le premier fut l'Australien Adrian Quist en 1939 chez les amateurs, suivi, entre autres, de Ken Rosewall en 1956, Roy Emerson en 1959 ou encore John Newcombe et Tony Roche en 1967. Chez les professionnels, le Sud-africain Bob Hewitt fut le premier à inscrire les quatre tournois à son palmarès, en 1977, ainsi que les frères Bryan en 2006, et la paire française composée de Pierre-Hugues Herbert et Nicolas Mahut en 2019.
En double dames, vingt-trois joueuses ont accompli cette performance, dont la première fut réalisée en 1950 par l'Américaine Louise Brough. Depuis, plusieurs joueuses spécialistes du double l'ont égalée, dont notamment la Tchèque Helena Suková, l'Américaine Gigi Fernández, mais aussi les sœurs Williams, ou encore les Italiennes Sara Errani et Roberta Vinci.
En double mixte, ce fut le Français Jean Borotra qui accapara le premier les quatre levées du Grand Chelem en carrière, en 1928. Plus récemment, la paire composée de l’Indien Leander Paes et de la Suissesse Martina Hingis a réalisé cet exploit en 2016.
En tennis-fauteuil, le « Grand Chelem en carrière » a été accompli à dix-sept reprises. En double dames, les Néerlandaises Esther Vergeer, Korie Homan, Sharon Walraven, Jiske Griffioen, Aniek van Koot et Diede de Groot le réalisent respectivement en 2009, 2011, 2012, 2013 et 2019. La paire composée de la japonaise Yui Kamiji et de la Britannique Jordanne Whiley détiennent les quatre majeurs depuis 2019. Diede de Groot est la seule joueuse à accomplir cette performance en simple dames en 2019 ; de même pour l'Australien Dylan Alcott, la même année, dans la catégorie « Quad ». En double messieurs, il y eut le Japonais Shingo Kunieda en 2008, suivi de Stéphane Houdet en 2010, Maikel Scheffers en 2011, les Français Michaël Jeremiasz en 2013 et Nicolas Peifer en 2016, et enfin les Britanniques Gordon Reid en 2017 et Alfie Hewett en 2020.

### Grand Chelem doré en carrière
Le « Grand Chelem doré en carrière » consiste, de la même manière, à s'adjuger les quatre tournois majeurs ainsi que la médaille d'or olympique sur plusieurs années. En simple, seuls quatre athlètes, Andre Agassi (Atlanta 1996), Rafael Nadal (Pékin 2008), Serena Williams (Londres 2012), et Novak Djokovic (Paris 2024), l'ont accompli,,.
En double messieurs, les Australiens Todd Woodbridge et Mark Woodforde furent la première paire à concrétiser cet exploit, entre 1992 et 2000, suivis de Bob et Mike Bryan, lesquels ont d'ailleurs remporté les quatre Majeurs ainsi que l'or olympique à cheval sur deux saisons, entre 2012 et 2013. Le Canadien Daniel Nestor s'est également adjugé ces cinq tournois en carrière, entre 2000 et 2008, et le Croate Mate Pavić entre 2018 et 2024.
En double dames, l'Américaine Pam Shriver réalise le Grand Chelem doré en carrière après sa victoire à Séoul en 1988, suivie de Gigi Fernández en 1993, Venus et Serena Williams en 2001 et Sara Errani en 2024.
En tennis-fauteuil, le Japonais Shingo Kunieda fut le premier à décrocher ces cinq titres en double messieurs, après sa victoire à Roland-Garros en 2008, suivi des Français Stéphane Houdet en 2010, Michaël Jeremiasz en 2013 et Nicolas Peifer en 2016. 
Chez les dames, la Néerlandaise Diede de Groot est la première à décrocher les cinq titres en 2020. La paire néerlandaise Esther Vergeer et Korie Homan s'impose dans ces cinq majeurs en 2009, suivie de leurs compatriotes Aniek van Koot et Jiske Griffioen en 2016. L'Australien Dylan Alcott demeure le seul athlète handisport à avoir accompli ce exploit en simple, en 2019, dans la catégorie « Quad ».

### Grand Chelem sur deux ans
Plusieurs athlètes ont détenu les quatre tournois du Grand Chelem simultanément, mais à cheval sur deux saisons. Cet exploit est souvent appelé « Grand Chelem sur deux ans »,, ou « Non-calendar year Grand Slam », par les anglophones, mais en dépit de cette terminologie et de vifs débats au sein des instances du tennis mondial dans les années 1980 autour de son statut et de sa portée (cf Historique), il n'est pourtant pas considéré comme étant à proprement parler un Grand Chelem de tennis,.
Un nombre plus important de joueurs et joueuses a remporté les quatre majeurs à la suite à cheval sur deux ans. En simple messieurs, Donald Budge s'est imposé lors de Wimbledon et de l'US Open 1937 avant de réaliser son Grand Chelem 1938 et devenir ainsi le seul joueur de l'histoire à avoir remporté six titres du Grand Chelem consécutivement. Le Serbe Novak Djokovic a également réalisé le Grand Chelem à cheval sur deux saisons entre 2015 et 2016. En simple dames, Maureen Connoly, à l'instar de Donald Budge, s'est imposée dans les deux derniers tournois majeurs de la saison 1952 avant de remporter les quatre suivants lors de son Grand Chelem 1953, décrochant ainsi six majeurs consécutifs, tout comme Margaret Smith Court, laquelle remporte successivement un titre en 1969, quatre en 1970 et un en 1971. Martina Navrátilová réalise elle aussi le Grand Chelem sur deux ans entre 1983 et 1984, suivie de Steffi Graf entre 1993 et 1994, puis Serena Williams entre 2002 et 2003, et entre 2014 et 2015.

## Historique
Le terme de Grand Chelem (Grand Slam en anglais) prit naissance en 1933, lorsque l'Australien Jack Crawford, qui avait remporté les trois premières levées de la saison 1933, les Internationaux amateurs d'Australie, de France et de Grande-Bretagne, atteignit la finale des Internationaux amateurs des États-Unis à Forest Hills, et mena deux sets à un face à Fred Perry avant de s'incliner finalement sur le score de 3–6, 13–11, 6–4, 0–6, 1–6. À la suite de ce parcours exceptionnel et inédit, deux journalistes du New York Times John Kieran et Allison Danzig, utilisent pour la première fois cette expression. Le premier l'aurait empruntée au bridge, le second au golf,.

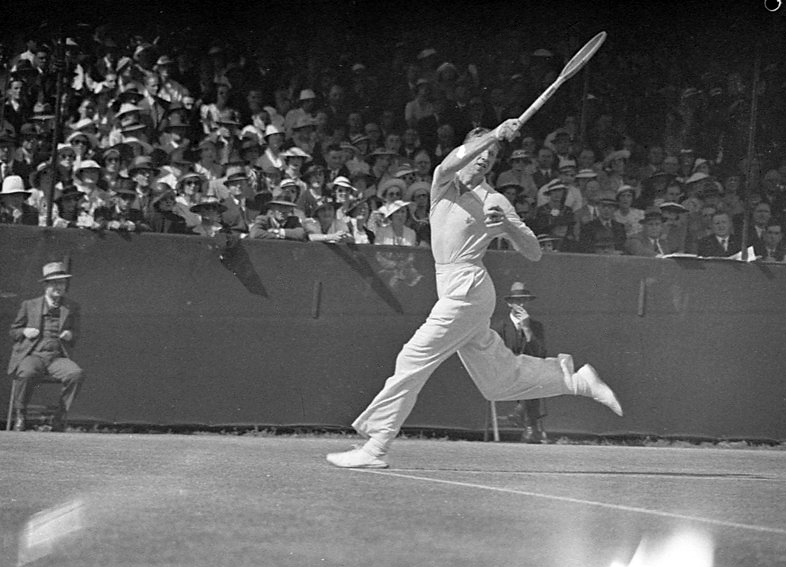
Don Budge en 1937, premier athlète à réaliser le Grand Chelem de tennis.

Cette notion de « Grand Chelem » fut oubliée jusqu'en 1938, année où Donald Budge accepta de rester un an de plus chez les amateurs afin que les États-Unis conservent leur trophée en Coupe Davis, alors la plus prestigieuse épreuve du tennis amateur. À l'époque, le tenant de la Coupe Davis ne disputait qu'une seule rencontre, le Challenge Round, signifiant pour le joueur du pays détenteur de la Coupe qu'il ne pouvait disputer que deux simples et un double au maximum dans l'année. Pour occuper son année, Budge décida de disputer les Internationaux amateurs des pays qui avaient remporté la Coupe jusqu'alors, à savoir les États-Unis, la Grande-Bretagne (et les Îles Britanniques), la France et l'Australie (plus précisément l'Australasie à l'époque). À l'époque, les déplacements des joueurs étaient très difficiles pour des raisons financières et de transport (aller en Australie nécessitait environ un mois) : Budge ne serait probablement pas allé en Australie s'il n'avait pas été invité par le président de la fédération australienne, Norman Brookes. Budge ne confia son objectif qu'à son partenaire de double, Gene Mako. En l'absence des meilleurs professionnels, interdits des tournois amateurs (jusque début 1968), comme Ellsworth Vines, Fred Perry ou Hans Nüsslein, Budge réussit le premier Grand Chelem amateur en 1938,. Sa performance fut juste saluée par quelques lignes où le Grand Slam ne fut même pas évoqué. Cette expression n'a véritablement été popularisée qu'en 1956 lorsque Lew Hoad fut à deux sets près de réaliser à son tour cet exploit.
Rod Laver a réalisé deux Grands Chelems, en 1962 chez les amateurs, mais sans les meilleurs joueurs de l'époque comme Pancho Gonzales, Ken Rosewall ou Lew Hoad, déjà professionnels ; puis en 1969, cette fois-ci pendant l'ère Open et en présence des meilleurs. Cependant, le Grand Chelem de Rod Laver est très différent de l'actuel : hormis Roland-Garros, joué sur terre battue, les trois autres tournois étaient disputés sur gazon, et l'Open d'Australie, où peu de joueurs se rendaient, ne comptait que 6 tours au lieu de 7, et pour les têtes de série comme Laver seulement 5 tours. Une telle performance aujourd'hui nécessite, au-delà d'un talent certain, une grande adaptation puisque les surfaces en dur, différentes à l'US Open et l'Open d'Australie, se sont ajoutées. Cette performance a depuis été réalisée, étalée sur plusieurs années, par Roy Emerson (Wimbledon en dernier en 1964), Andre Agassi (Roland-Garros en dernier en 1999) puis par Roger Federer (Roland-Garros en dernier en 2009), Rafael Nadal (US Open en dernier en 2010) et Novak Djokovic (Roland-Garros en dernier en 2016).
Plusieurs athlètes ont accédé aux finales des quatre majeurs dans la même saison sans pour autant s'imposer à terme, performance parfois appelée « Grand Chelem de finales » . Chez les messieurs, Jack Crawford en 1933, Frank Sedgman en 1952, Lew Hoad en 1956, Roger Federer en 2006, 2007 et 2009, mais aussi Novak Djokovic en 2015, 2021 et 2023 ont accompli cet exploit en simple. Chez les dames, on dénombre six joueuses, dont Chris Evert en 1984, Martina Navrátilová en 1985, Steffi Graf en 1989 et 1993, Monica Seles en 1992, Martina Hingis en 1997 et Justine Hénin en 2006.
Historiquement, on entend par réaliser le Grand Chelem le fait de remporter les quatre tournois la même année, mais au vu de la difficulté de l'exercice, le faire à cheval sur deux saisons demeure un exploit prestigieux et rare. Le statut du « Grand Chelem sur deux ans » fit d'ailleurs l'objet d'un débat en 1982 entre la Fédération internationale de tennis et le Men's International Professional Tennis Council,, avant que le Grand Chelem calendaire ne soit finalement admis comme le seul vrai Grand Chelem de tennis. Novak Djokovic est le premier depuis Donald Budge à avoir réalisé le Grand Chelem à cheval sur deux saisons, et le premier depuis Rod Laver à détenir les quatre Majeurs, après avoir gagné les éditions 2015 de Wimbledon et de l'US Open, puis les éditions 2016 de l'Open d'Australie et de Roland Garros.
Depuis Laver, seuls quatre joueurs ont réussi à remporter les deux premiers tournois du Grand Chelem de l'année, Mats Wilander en 1988, Jim Courier en 1992, Novak Djokovic en 2016 et en 2021 et Rafael Nadal en 2022.
À la faveur de sa victoire aux Internationaux de France en 1999, l'Américain Andre Agassi est le premier athlète masculin à s'arroger les quatre levées du Grand Chelem sur quatre surfaces différentes : le Rebound Ace australien, la terre battue, le gazon et le Decoturf américain. Il a depuis été imité par Roger Federer en 2009, Rafael Nadal en 2010, et Novak Djokovic en 2015. Federer et Djokovic possèdent la particularité d'avoir conquis l'Open d'Australie chacun sur deux surfaces différentes, le Rebound Ace puis le Plexicushion pour le Suisse, le Plexicushion puis le GreenSet pour le Serbe, faisant de ces derniers les seuls tennismen à s'être imposés en Grand Chelem sur un total de cinq surfaces.

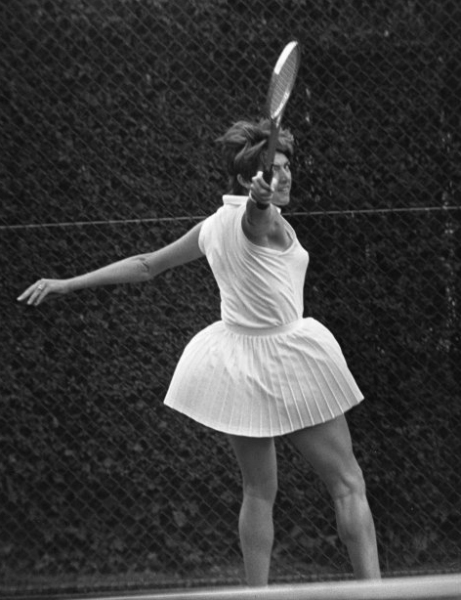
Margaret Smith Court en 1970, l'année de son Grand Chelem.

Chez les dames, seules Maureen Connolly (en 1953), Margaret Smith Court (en 1970) et Steffi Graf (en 1988) ont réussi à remporter les quatre tournois du Grand Chelem dans une même année. L'Allemande est par ailleurs la seule, hommes et femmes confondus, à avoir accompli cet exploit sur quatre surfaces différentes.
Steffi Graf a de plus réalisé en 1988 un Grand Chelem doré en s'imposant également aux Jeux olympiques de Séoul. Ce fut cette même année que le terme de « Golden Slam » prit naissance dans la presse, puisqu'aucun exploit similaire n'avait été accompli précédemment,. La joueuse allemande est ensuite à nouveau parvenue à remporter quatre tournois du Grand Chelem consécutifs, à cheval sur deux années, entre 1993 et 1994.
L'Américaine Martina Navrátilová a également réalisé cette performance sur deux années, avec la bagatelle de six titres de rang, de Wimbledon 1983 à l'US Open 1984 (l'Open d'Australie étant joué en fin d'année à cette époque). De Roland-Garros 1985 à l'US Open 1987, Navrátilová atteint la finale des onze tournois du Grand Chelem qui se sont déroulés au cours de cette période, en remportant six d'entre eux.
Doris Hart, Margaret Smith Court et Martina Navrátilová sont les trois joueuses à avoir remporté, chacune au moins une fois, les quatre tournois du Grand Chelem, à la fois en simple, double dames et double mixte.
Serena, la sœur cadette des Williams, a réalisé à deux reprises le Grand Chelem à cheval sur deux années, d'abord en 2002 et 2003, puis à nouveau en 2014 et 2015. Cette dernière est la seule à avoir également remporté les quatre tournois majeurs et les Jeux olympiques en double dames avec sa sœur Venus.
Graf fut la première athlète, tous sexes confondus, à conquérir l'ensemble des majeurs en carrière sur quatre surfaces différentes, en 1988. Depuis, seules deux joueuses sont parvenues à égaler cet exploit, Serena Williams en 2003 et Maria Sharapova en 2012. L'Américaine est par ailleurs la seule à s'être imposée sur cinq surfaces depuis le remplacement du Rebound Ace australien par le Plexicushion en 2008.
Novak Djokovic détient le record de titres chez les messieurs avec vingt-quatre titres, devant Rafael Nadal vingt-deux et Roger Federer avec vingt titres. Margaret Smith Court détient pour sa part le record du nombre de victoires dans ces tournois majeurs chez les dames avec vingt-quatre titres individuels. Pour ce qui est de l'ère Open, le record féminin appartient à Serena Williams avec vingt-trois titres individuels.

## Les quatre tournois du Grand Chelem

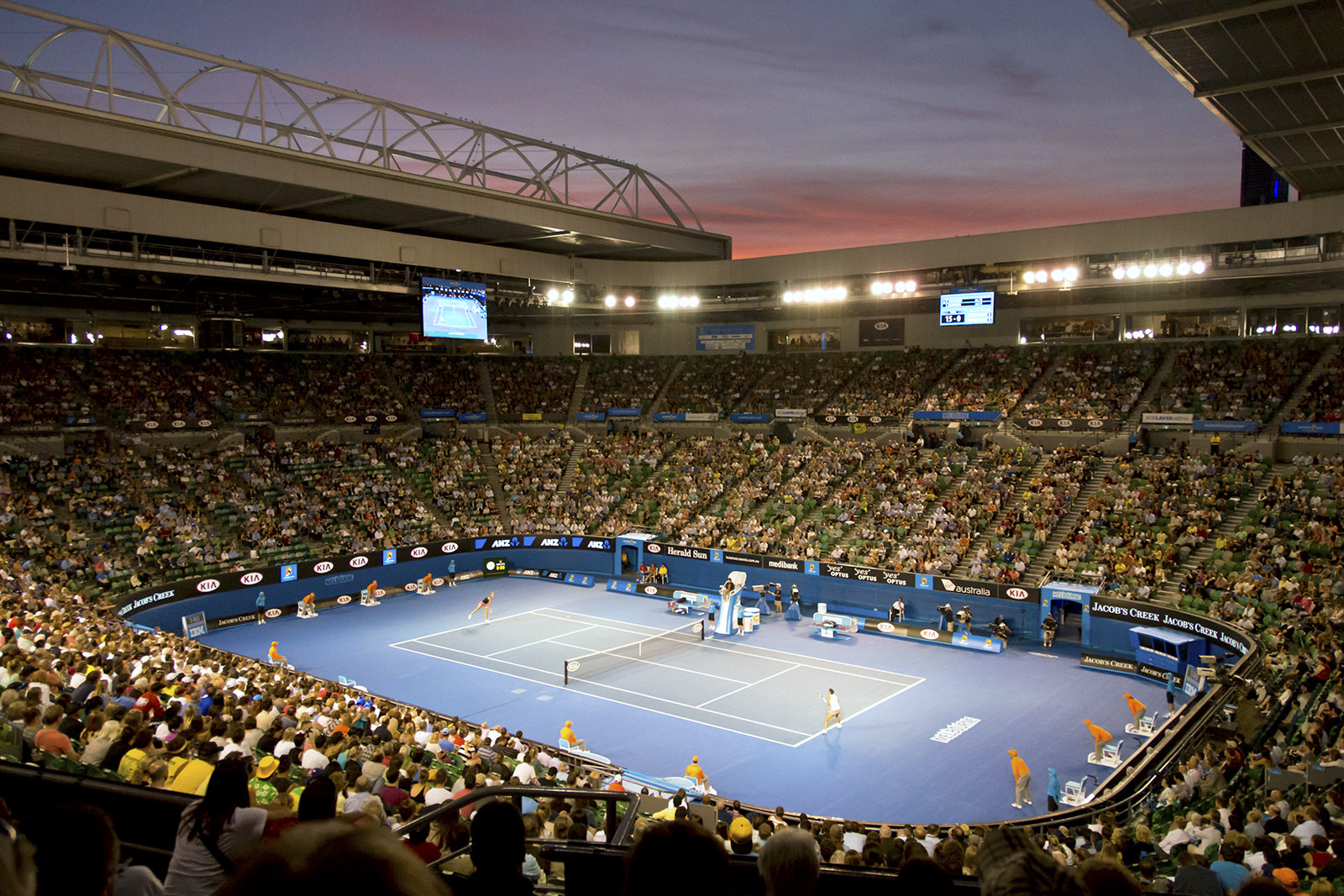
Rod Laver Arena, enceinte sportive utilisée pour l'Open d'Australie

Les quatre tournois majeurs furent à l'origine des championnats locaux ou nationaux, avant de devenir des compétitions internationales de grande ampleur, ouvertes aux joueurs amateurs et joueuses amatrices du monde entier, puis par la suite aux professionnels à partir du début de l'ère Open, en 1968 (1969 pour l'Open d'Australie). Les matchs se jouent au meilleur des 5 sets, avec un super jeu décisif (de 10 points) dans le cinquième set.

### Open d'Australie
L'Open d'Australie est le premier tournoi du Grand Chelem de l'année.
Il se déroule actuellement au mois de janvier et se joue sur surface dure GreenSet.
L'Open d'Australie est le tournoi du Grand Chelem ayant l'histoire la plus mouvementée, la distance géographique ayant pu engendrer les désertions de grands athlètes américains et européens des années 1920 jusqu'aux années 1960, lesquels choisirent de se focaliser sur les trois autres levées du Grand Chelem. Ce tournoi s'est d'abord disputé sur gazon puis sur dur Rebound Ace à partir de 1988, sur Plexicushion de 2008 à 2019, et enfin sur GreenSet depuis janvier 2020. Créé en 1905, il fut d'abord appelé « Championnats d'Australasie », avant de devenir les « Championnats d’Australie » en 1927, puis l'Open d'Australie à partir de janvier 1969. Souvent considéré comme le moins important des quatre tournois majeurs, il a fini par gagner en prestige au vu de la difficulté physique et mentale que constitue le fait de remporter un tournoi d'envergure dans des conditions climatiques jugées extrêmes,,.

### Roland-Garros
Roland-Garros est le deuxième tournoi du Grand Chelem de l'année.
Il a lieu la dernière semaine de mai et la première semaine de juin et se déroule sur terre battue.
Le tournoi de Roland-Garros est parfois considéré comme le plus difficile des tournois du Grand Chelem, en raison de la lenteur de la surface, qui a pour conséquence de rendre les échanges plus longs et plus éprouvants.
Ce tournoi fut créé en 1891 en tant que « Championnat de France International de Tennis ». Malgré le terme international, c'est à la fin de l'année 1924, et sous l'influence des World Hard Court Championships, un championnat du monde sur terre battue organisé de 1912 à 1923,, que le tournoi fut réellement ouvert aux joueurs et joueuses étrangers, devenant ainsi en 1925 les « Internationaux de France », puis, parallèlement, « tournoi de Roland-Garros » à partir de 1928, année de la construction du stade portant le nom de l'aviateur français.

### Wimbledon
Le tournoi de Wimbledon débute près d'un mois après Roland-Garros (première semaine de juillet).
Il se déroule sur gazon et a pour particularité d'imposer aux joueurs, entre autres, de se vêtir de blanc.
Cette compétition prit naissance en 1877, et était à l'origine réservée aux membres du All England Lawn Tennis And Croquet Club, un club sportif londonien. Étant intimement liée à la création de ce sport et à l'édiction de ses règles, son prestige ne fera que croître d'années en années, et son internationalisation se fera progressivement à partir du début du vingtième siècle.

### US Open
L'US Open est le dernier tournoi du Grand Chelem de l'année.
Il a lieu aux mois d'août-septembre et se joue sur surface dure Laykold depuis 2020. Il fut initialement disputé sur gazon de 1881 à 1974, puis sur terre battue verte de 1975 à 1977, et enfin sur ciment et synthétique Decoturf de 1978 à 2019.
L'US Open fut fondé en 1881 sous le nom de « U.S. National Championship », et était un championnat national réservé aux joueurs licenciés auprès de la United States National Lawn Tennis Association. L'US Open est réputé pour son palmarès prestigieux. En effet, 19 des 27 numéros un mondiaux masculins de l'histoire l'ont remporté au moins une fois, ce qui est plus que pour les autres tournois du Grand Chelem. Depuis qu'il se déroule à New York, dans le parc de Flushing Meadows-Corona Park (1978), tous les vainqueurs en simple messieurs ont été ou sont devenus no 1 au classement ATP, sauf quatre exceptions : Juan Martín del Potro, vainqueur en 2009, Marin Čilić, vainqueur en 2014, Stanislas Wawrinka, vainqueur en 2016, et Dominic Thiem, vainqueur en 2020. En simple dames, seules huit lauréates n'ont jamais accédé au premier rang mondial, Hana Mandlíková en 1985, Gabriela Sabatini en 1990, Svetlana Kuznetsova en 2004, Samantha Stosur en 2011, Flavia Pennetta en 2015, Sloane Stephens en 2017, Bianca Andreescu en 2019 et Emma Raducanu en 2021.

## Quelques records
Donald Budge a remporté six titres consécutifs, ce qui demeure un fait unique, entre Wimbledon 1937 et l'US Open 1938 (Demi-Chelem en 1937 et un Grand Chelem en 1938), accomplissant ainsi un Grand Chelem et demi. L'Américaine Maureen Connolly réalise le même exploit entre Wimbledon 1952 l'US Open 1953. Margaret Smith Court entre l'US Open 1969 et l'Open d'Australie 1971 et Martina Navrátilová entre Wimbledon 1983 et l'US Open 1984 ont signé elles aussi un sextuplé. L'Américaine d'origine Tchèque a remporté huit titres du Grand Chelem consécutifs en double dames entre 1983 et 1985.
Rod Laver demeure le seul joueur à avoir complété le Grand Chelem calendaire à deux reprises en simple messieurs, en 1962 et 1969. Sa compatriote Margaret Smith Court réalise le Grand Chelem en double mixte en 1963 et 1965, avant de le réaliser en simple dames en 1970, détenant ainsi le record de trois Grands Chelems calendaires toutes catégories confondues.

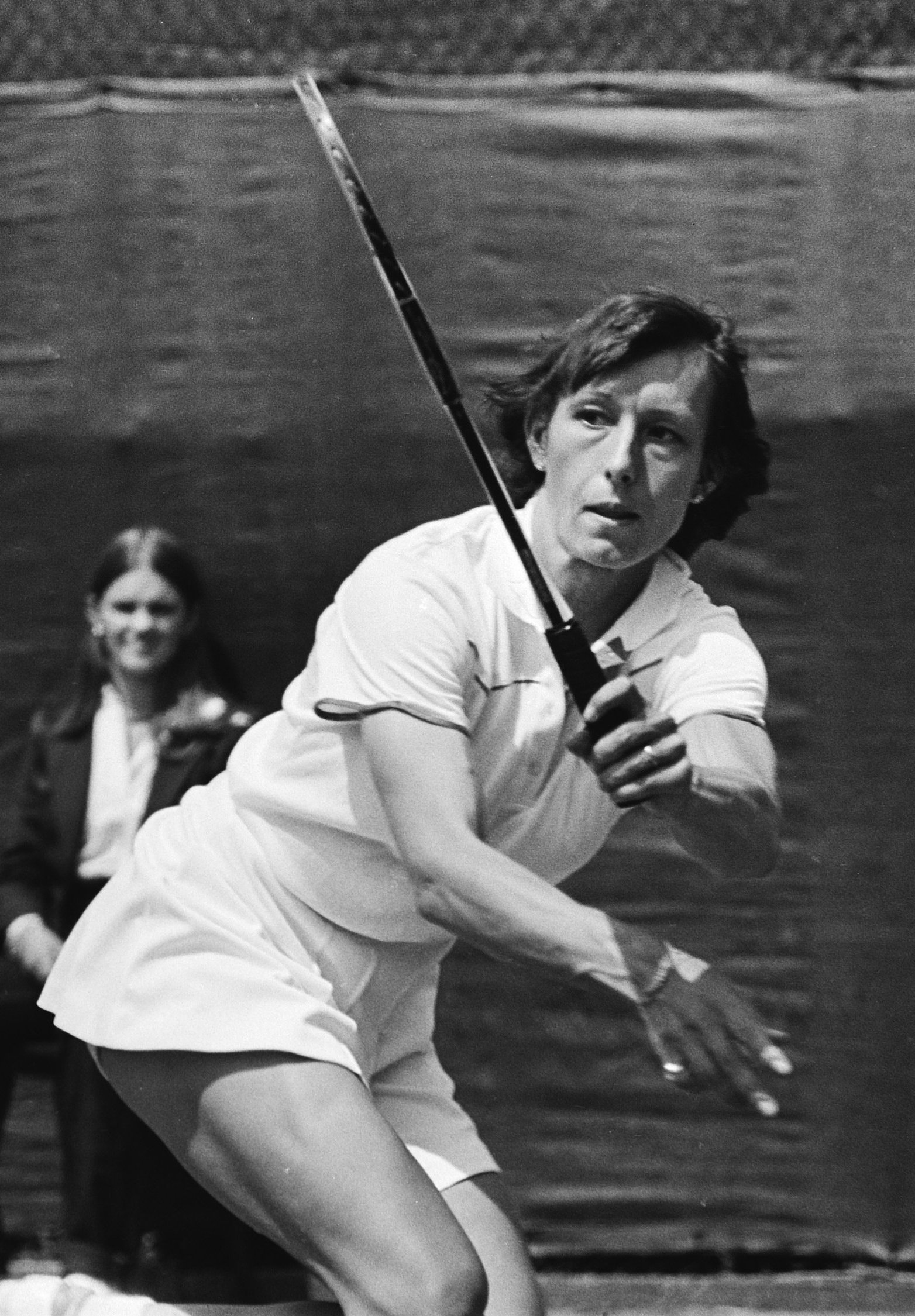
Martina Navrátilová en 1980, seule athlète à avoir remporté huit titres du Grand Chelem consécutifs, en double dames, entre 1983 et 1985.

Martina Navrátilová et Serena Williams ont remporté les quatre tournois du Grand Chelem à la suite mais cette performance s'est étalée sur deux années : entre 1984 et 1985, en débutant par Wimbledon et en terminant par Roland-Garros pour la première ; et entre 2002 et 2003 une première fois -en commençant par Roland-Garros et terminant par l'Australian Open- et entre 2014 et 2015 une seconde fois -en commençant par l'US Open et terminant par Wimbledon- pour la seconde. Steffi Graf réalise la même performance entre 1993 et 1994.
Le Grand Chelem calendaire est encore plus rare chez les juniors. Toutes disciplines confondues (filles et garçons), un seul joueur y est parvenu : Stefan Edberg en 1983, en simple.
Quant à Steffi Graf, son Grand Chelem calendaire de 1988 fut agrémenté de sa victoire aux Jeux olympiques de Séoul la même année, un fait unique : c'est donc (pour l'instant en 2025) le seul Grand Chelem doré calendaire de l'histoire.
Doris Hart, Margaret Smith Court et Martina Navrátilová sont les seules joueuses à s'être imposées en simple, en double et en mixte dans les quatre tournois du Grand Chelem. Martina Hingis a atteint deux fois la finale du simple de Roland-Garros, c'est le seul titre du Grand Chelem qui manque à son palmarès.
Chez les messieurs, aucun joueur n'a remporté tous les tournois dans toutes les disciplines. Roy Emerson les a gagnés en simple et en double ; Frank Sedgman, Bob Hewitt, Mark Woodforde, Todd Woodbridge et Leander Paes en double et en mixte. Le joueur le plus proche de l'exploit (remporter chaque Grand Chelem dans les trois épreuves) demeure Frank Sedgman à qui il n'a manqué qu'une victoire à Roland-Garros en simple messieurs.
Le Grand Chelem doré en carrière consiste à remporter au cours de sa carrière les quatre différents tournois du Grand Chelem ainsi qu'une médaille d'or aux Jeux olympiques dans sa catégorie. En simple messieurs, Andre Agassi réalise l'exploit entre 1992 et 1999, avec une médaille d'or conquise en 1996, suivi de Rafael Nadal entre 2005 et 2010 (médaille d'or en 2008), et de Novak Djokovic entre 2008 et 2024 (médaille d'or en 2024). En double dames, seules Serena et Venus Williams ont conquis ces cinq tournois, entre 1999 et 2012, conquérant également la médaille d'or de double en 2000 et 2008. En double messieurs, les Australiens Mark Woodforde et Todd Woodbridge s'adjugent les cinq titres entre 1992 et 2000, triomphant aux JO d'Atlanta en 1996, suivis des Américains Bob et Mike Bryan entre 2003 et 2012.

### Records de titres dans les tournois du Grand Chelem
Le record du plus grand nombre de titres du Grand Chelem remportés dans une seule catégorie appartient à Martina Navrátilová, avec trente-et-un trophées, conquis en double dames. Deux Australiens détiennent le plus grand nombre de titres cumulés en simple, double et double mixte : Roy Emerson chez les messieurs avec vingt-huit titres, et Margaret Smith Court chez les dames avec soixante-trois titres.
Cette dernière est d'ailleurs la seule à détenir au moins deux titres dans chaque majeur et dans chaque catégorie. L'Allemande Steffi Graf est quant à elle l'unique joueuse à détenir un minimum de quatre titres dans chaque tournoi du Grand Chelem en simple, contre trois titres pour Novak Djokovic chez les messieurs.
Un record appartient à l'Espagnol Rafael Nadal, avec quatorze finales gagnées à Roland-Garros, de 2005 à 2022, ce qui demeure le total le plus élevé de victoires en simple, dames et messieurs confondus, dans un tournoi du Grand Chelem depuis que ces tournois existent, devant Margaret Smith Court et ses onze titres glanés à l'Open d'Australie. Martina Navrátilová détient quant à elle le record absolu de neuf victoires en simple au tournoi de Wimbledon, le record aux championnats des États-Unis (ou US Open) appartenant à la joueuse américano-norvégienne Molla Bjurstedt, avec huit trophées. L'Australienne Thelma Coyne Long possède treize titres en double dames dans un même tournoi, les Championnats d'Australie, conquis de 1936 à 1956, ce qui constitue le record absolu toutes catégories de double et tous sexes confondus, devant l'Américaine Elizabeth Ryan et ses douze sacres en double dames au tournoi de Wimbledon..

### Meilleures avancées dans la conquête du Grand Chelem dans l'ère Open
En une saison
Grand Chelem :
- Rod Laver : Open d'Australie, Roland-Garros, Wimbledon, US Open en 1969 : 26 matchs[57].

Meilleures avancées :
| # | Joueur         | Tournois remportés                         | Fin de la série                       | Adversaire       | Année | Matchs |
| - | -------------- | ------------------------------------------ | ------------------------------------- | ---------------- | ----- | ------ |
| 1 | Novak Djokovic | Open d'Australie, Roland-Garros, Wimbledon | US Open : finale contre               | Daniil Medvedev  | 2021  | 27     |
| 2 | Björn Borg     | Roland-Garros, Wimbledon                   | US Open : finale contre               | Jimmy Connors    | 1978  | 20     |
| 2 | Björn Borg     | Roland-Garros, Wimbledon                   | US Open : finale contre               | John McEnroe     | 1980  | 20     |
| 2 | Novak Djokovic | Open d'Australie, Roland-Garros            | Wimbledon : finale contre             | Carlos Alcaraz   | 2023  | 20     |
| 5 | Rafael Nadal   | Open d'Australie, Roland-Garros            | Wimbledon : 1/2 finale forfait contre | Nick Kyrgios     | 2022  | 19     |
| 6 | Björn Borg     | Roland-Garros, Wimbledon                   | US Open : 1/4 de finale contre        | Roscoe Tanner    | 1979  | 18     |
| 6 | Mats Wilander  | Open d'Australie, Roland-Garros            | Wimbledon : 1/4 de finale contre      | Miloslav Mečíř   | 1988  | 18     |
| 8 | Jim Courier    | Open d'Australie, Roland-Garros            | Wimbledon : 1/16 de finale contre     | Andreï Olhovskiy | 1992  | 16     |
| 8 | Novak Djokovic | Open d'Australie, Roland-Garros            | Wimbledon : 1/16 de finale contre     | Sam Querrey      | 2016  | 16     |

Ensuite avec 13 victoires : Ivan Lendl 1986, Jim Courier 1993, Roger Federer 2006 et 2007, Novak Djokovic 2012 et 2015, Jannik Sinner 2025.
Sur 2 ans
Grand Chelem :
- Novak Djokovic : Wimbledon, US Open, Open d'Australie, Roland-Garros en 2015/2016 : 28 matchs.

Meilleures avancées :
| # | Joueur         | Tournois remportés                   | Fin de la série                         | Adversaire    | Année     | Matchs |
| - | -------------- | ------------------------------------ | --------------------------------------- | ------------- | --------- | ------ |
| 1 | Roger Federer  | Wimbledon, US Open, Open d'Australie | Roland-Garros : finale contre           | Rafael Nadal  | 2005/2006 | 27     |
| 1 | Roger Federer  | Wimbledon, US Open, Open d'Australie | Roland-Garros : finale contre           | Rafael Nadal  | 2006/2007 | 27     |
| 1 | Novak Djokovic | Wimbledon, US Open, Open d'Australie | Roland-Garros : finale contre           | Rafael Nadal  | 2011/2012 | 27     |
| 4 | Novak Djokovic | Wimbledon, US Open, Open d'Australie | Roland-Garros : 1/2 finale contre       | Dominic Thiem | 2018/2019 | 26     |
| 5 | Pete Sampras   | Wimbledon, US Open, Open d'Australie | Roland-Garros : 1/4 de finale contre    | Jim Courier   | 1993/1994 | 25     |
| 5 | Rafael Nadal   | Roland-Garros, Wimbledon, US Open    | Open d'Australie : 1/4 de finale contre | David Ferrer  | 2010/2011 | 25     |

Ces résultats ne doivent pas être confondus avec le plus grand nombre de matchs remportés sur une année ou d'affilée :
- Matchs remportés sur une année : 27 par Roger Federer en 2006 et 2007 et par Novak Djokovic en 2015, 2021 et 2023.
- Matchs remportés d'affilée sur une année : 27 par Novak Djokovic en 2021.
- Matchs remportés d'affilée sur 2 ans : 30 par Novak Djokovic en 2015-2016 (perd contre Sam Querrey).

## Statistiques (en simple)
Dans les tableaux suivants : « V » signifie nombre de victoires ; « F » signifie nombre de finales perdues ; « NP » signifie que le/la joueur/joueuse n'a jamais joué dans ce tournoi du Grand Chelem. Les joueuses/joueurs encore en activité sont en gras. Les records de titres par tournoi sont soulignés. La durée correspond au temps écoulé entre le premier et le dernier titre remporté par le/la joueur/joueuse. La durée 2 correspond au temps écoulé entre la première et la dernière finale disputée par le/la joueur/joueuse.
Précisions importantes :
Les résultats du Championnat de France international de tennis, disputés de 1891 à 1924, ne sont pas pris en compte car cette compétition, étant réservée aux joueurs amateurs, français ou pas, licenciés en France, n'a pas le statut de tournoi du Grand Chelem (Henri Cochet vainqueur 1922, Jean Borotra vainqueur 1924, René Lacoste finaliste 1924 et Max Decugis, Paul Aymé, André Vacherot, Maurice Germot, André Gobert, Suzanne Lenglen, etc.). En 1925, 1939 et 1946, le tournoi se déroule en 6 tours au lieu de 7 les autres années et actuellement. De 1925 à 1967, il y a eu des exemptions de premiers tours dans tous les tournois sauf en 1954 remporté par Tony Trabert. Tous les vainqueurs durant cette période ont remporté le tournoi en étant exemptés du premier tour, donc en ne jouant que 6 tours, sauf József Asbóth en 1947, Ken Rosewall en 1953, Nicola Pietrangeli en 1960, Manuel Santana en 1961 et 1964, Fred Stolle en 1965 et Tony Roche en 1966. En 1925 et 1939 où les tournois avaient 6 tours, il y avait des exemptions du premier tour, ce qui aurait permis aux joueurs en bénéficiant de remporter le tournoi en 5 tours mais aucun n'est arrivé en finale ; en 1946 il n'y a eu que 6 tours également mais pas d'exemption. En 1973 (vainqueur : Ilie Năstase) ainsi qu'en 1974 et 1975 (vainqueur : Björn Borg), les deux premiers tours sont joués en 2 sets gagnants.
Les titres de l'Open d'Australie avant 1988 n'ont pas été acquis en 7 tours avec matchs en 3 sets gagnants (à partir de 1982 il y a 7 tours mais uniquement pour les non-têtes de série, ce qui n'a jamais été le cas d'un vainqueur) : Rod Laver (1969, 5 matchs), Arthur Ashe (1970, 5 matchs), Ken Rosewall (1971 et 1972, 5 matchs), John Newcombe (1973, 5 matchs et 1975, 6 matchs), Jimmy Connors (1974, 6 matchs avec 1er tour en 2 sets gagnants), Mark Edmondson (1976, 6 matchs), Roscoe Tanner (1977 janvier, 6 matchs), Vitas Gerulaitis (1977 décembre, 6 matchs), Guillermo Vilas (1978 et 1979, 6 matchs), Brian Teacher (1980, 6 matchs), Johan Kriek (1981, 6 matchs et 1982, 6 matchs dont 1/16 et 1/8 en 2 sets gagnants), Mats Wilander (1983 et 1984, 6 matchs), Stefan Edberg (1985 et 1987, 6 matchs), pas de tournoi en 1986.
Le premier US Open était réservé aux membres de l'USNLTA (United States National Lawn Tennis Association).
À noter un fait rarissime en 2025 : 3 joueurs en activité ont gagné 3 grands chelems différents et sont à une marche du grand chelem calendaire : Wawrinka, Alcaraz et Sinner auxquels il manque respectivement Wimbledon, l’open d’Australie et Roland Garros.

### Finalistes

#### Triple finalistes messieurs depuis les débuts du tennis
|   | Joueur           | O.A   | R.G   | WIM   | U.S | (Durée) années  |
| - | ---------------- | ----- | ----- | ----- | --- | --------------- |
| 1 | Frank Riseley    | -     | -     | F (3) | -   | (4) 1903 / 1906 |
| 2 | Francis Hunter   | -     | 1/4   | F (2) | F   | (7) 1923 / 1929 |
| 3 | Harry Hopman     | F (3) | 1/4   | 1/8   | 1/4 | (3) 1930 / 1932 |
| 4 | Henry Austin     | 1/4   | F     | F (2) | 1/4 | (7) 1932 / 1938 |
| 5 | Eric Sturgess    | 1/2   | F (2) | 1/2   | F   | (5) 1947 / 1951 |
| 6 | Alexander Zverev | F     | F     | 1/8   | F   | (6) 2020 / 2025 |
| 7 | Casper Ruud      | 1/8   | F (2) | 1/32  | F   | (2) 2022 / 2023 |

#### Double finalistes messieurs depuis les débuts du tennis
|    | Joueur              | O.A  | R.G  | WIM  | U.S  | (Durée) années  |
| -- | ------------------- | ---- | ---- | ---- | ---- | --------------- |
| 1  | Howard Taylor       | -    | -    | -    | F    | (5) 1884 / 1888 |
| 2  | Wilberforce Eaves   | -    | -    | F    | F    | (3) 1895 / 1897 |
| 3  | Harry Parker        | F    | -    | -    | -    | (7) 1907 / 1913 |
| 4  | Herbert Barrett     | -    | -    | F    | -    | (4) 1908 / 1911 |
| 5  | Richard Schlesinger | F    | -    | -    | 1/32 | (6) 1924 / 1929 |
| 6  | Frank Shields       | -    | 1/8  | F    | F    | (2) 1930 / 1931 |
| 7  | Bill Talbert        | 1/16 | 1/2  | 1/4  | F    | (2) 1944 / 1945 |
| 8  | Tom Brown           | 1/2  | 1/2  | F    | F    | (2) 1946 / 1947 |
| 9  | Herbert Flam        | 1/2  | F    | 1/2  | F    | (8) 1950 / 1957 |
| 10 | Kurt Nielsen        | -    | 1/8  | F    | 1/4  | (3) 1953 / 1955 |
| 11 | Rex Hartwig         | F    | -    | 1/4  | F    | (1) 1954        |
| 12 | Luis Ayala          | -    | F    | 1/4  | 1/4  | (2) 1958 / 1960 |
| 13 | Steve Denton        | F    | 1/64 | 1/8  | 1/8  | (2) 1981 / 1982 |
| 14 | Kevin Curren        | F    | 1/32 | F    | 1/8  | (2) 1984 / 1985 |
| 15 | Miloslav Mečíř      | F    | 1/2  | 1/2  | F    | (4) 1986 / 1989 |
| 16 | Cédric Pioline      | 1/8  | 1/2  | F    | F    | (5) 1993 / 1997 |
| 17 | Todd Martin         | F    | 1/8  | 1/2  | F    | (6) 1994 / 1999 |
| 18 | Àlex Corretja       | 1/32 | F    | 1/64 | 1/4  | (4) 1998 / 2001 |
| 19 | Mark Philippoussis  | 1/8  | 1/8  | F    | F    | (6) 1998 / 2003 |
| 20 | Robin Söderling     | 1/8  | F    | 1/4  | 1/4  | (2) 2009 / 2010 |
| 21 | Kevin Anderson      | 1/8  | 1/8  | F    | F    | (2) 2017 / 2018 |
| 22 | Stéfanos Tsitsipás  | F    | F    | 1/8  | 1/16 | (3) 2021 / 2023 |

#### Demi-finalistes messieurs
Joueurs qui n'ont jamais dépassé le stade des demi-finales. Les joueurs en gras sont les joueurs encore en activité.

Depuis les débuts du tennis :
- 6 : Tim Henman
- 5 : Jirō Sato
- 4 : Tommy Haas, Nikolay Davydenko, Leo Ware, Max Decugis[60], Hamilton Richardson, Roger Taylor, Sébastien Grosjean

Ère Open :
- 6 : Tim Henman
- 4 : Tommy Haas, Nikolay Davydenko, Sébastien Grosjean
- 3 : Grigor Dimitrov, Richard Gasquet, Roger Taylor, Tom Gorman, Cliff Richey, Raúl Ramírez, Hank Pfister, John Alexander
- 2 : Ben Shelton, Frances Tiafoe, Karen Khachanov, Gaël Monfils, Pablo Carreño Busta, Mikhail Youzhny, Jonas Björkman, Wally Masur, Wayne Ferreira, Aaron Krickstein, Tim Mayotte, Eddie Dibbs, Dick Stockton, Corrado Barazzutti, Jonas Svensson, Slobodan Živojinović, Ray Ruffels, José Higueras, José Luis Clerc, Clark Graebner*
- 1 : Jack Draper, Lorenzo Musetti, Tommy Paul, Cameron Norrie, Félix Auger-Aliassime, Hubert Hurkacz, Denis Shapovalov, Roberto Bautista-Agut, Lucas Pouille, Kyle Edmund, Chung Hyeon, Marco Cecchinato, Diego Schwartzman, Aslan Karatsev, Fernando Verdasco, John Isner, Ernests Gulbis, Jerzy Janowicz, Sam Querrey, Jürgen Melzer, Robby Ginepri, Xavier Malisse, Todd Woodbridge, Joachim Johansson, Dominik Hrbatý, Nicolas Kiefer, Nicolas Escudé, Karol Kučera, Magnus Larsson, Patrick McEnroe, Karel Nováček, Aleksandr Volkov, Sjeng Schalken, Darren Cahill, Anders Järryd, Bill Scanlon, Jimmy Arias, Pat Dupré, Ivan Ljubičić, Jiří Novák, Nicolás Lapentti, Marc Rosset, Félix Mantilla, Mark Woodforde, Andrei Chesnokov, Ben Testerman, Jan Gunnarsson, David Wheaton, Peter McNamara, Colin Dibley, Victor Amaya, Bob Giltinan, Rod Frawley, Allan Stone, Ross Case, Karl Meiler, Robert Lutz, Mario Ančić, Vladimir Voltchkov, Jason Stoltenberg, Sandy Mayer, Franco Squillari, Fernando Meligeni, Filip Dewulf, Christophe Roger-Vasselin, François Jauffret, Georges Goven, Dennis Ralston*, Frank Froehling*, Pancho Gonzales*

Aucun joueur demi-finaliste n'a atteint les demi-finales des 4 tournois du Grand Chelem et seuls Tommy Haas, Mikhail Youzhny et Grigor Dimitrov ont atteint tous les quarts.

#### Quart de finalistes messieurs
Depuis les débuts du tennis :
- 10 : Andrey Rublev
- 7 : Tommy Robredo, Gregory Mangin, Bobby Wilson, John Van Ryn
- 6 : Lennart Bergelin, Richard Stevens, Watson Washburn
- 5 : George Simond, Guy Forget

Ère Open :
- 10 : Andrey Rublev
- 7 : Tommy Robredo
- 5 : Guy Forget
- 4 : Alex de Minaur, David Goffin, Nicolás Almagro, Younès El Aynaoui, Hicham Arazi, Wojtek Fibak, Eliot Teltscher, Gene Mayer, Vijay Amritraj, Fred Stolle*, Roy Emerson*
- 3 : Holger Rune, Feliciano López, Jarkko Nieminen, Mardy Fish, James Blake, Joakim Nyström, Andreï Cherkasov, Christian Bergström, Guillermo Cañas, Hans Gildemeister, Butch Buchholz*, Cliff Drysdale*
- 2 : Tennys Sandgren, Gilles Simon, Janko Tipsarević, Florian Mayer, Gilles Müller, Juan Ignacio Chela, Javier Sánchez, Bernd Karbacher, Jaime Yzaga, Byron Black, Jay Berger, Emilio Sánchez, Brad Gilbert, Ramesh Krishnan, Heinz Günthardt, Raymond Moore, Marty Riessen, Jacco Eltingh, Goran Prpić, Balázs Taróczy, Tomáš Šmíd, Peter Rennert, John Cooper, Robert Carmichael, Alexander Popp, Thierry Champion
- 1 : Christopher Eubanks, Roman Safiullin, Tomás Martín Etcheverry, Jiří Lehečka, Sebastian Korda, Cristian Garín, Lloyd Harris, Botic van de Zandschulp, Márton Fucsovics, Alejandro Davidovich Fokina, Fabio Fognini, Vasek Pospisil, Albert Ramos-Viñolas, Bernard Tomic, John Millman, Borna Ćorić, Łukasz Kubot, Guido Pella, Jérémy Chardy, Ivo Karlović, Mischa Zverev, Philipp Kohlschreiber, Alexandr Dolgopolov, Lu Yen-hsun, Max Mirnyi, Julien Benneteau, Victor Hănescu, Radek Štěpánek, Igor Andreev, Paul Haarhuis, Derrick Rostagno, Tim Gullikson, Brett Steven, Amos Mansdorf, Vincent Spadea, Franco Davín, Andrei Pavel, Ronald Agenor, Alberto Mancini, Jakob Hlasek, Paul Annacone, Mark Cox, André Sá, Ion Țiriac, Adrian Voinea, Nicklas Kulti, Guillermo Pérez Roldán, Martín Jaite, Mariano Zabaleta, Sláva Doseděl, Milan Šrejber, Tim Wilkison, Mark Dickson, Rodney Harmon, Tom Gullikson, Bruce Manson, Butch Walts, Andrew Pattison, Jaime Fillol, Frew McMillan, Brian Fairlie, Stefan Koubek, Chris Woodruff, Mikael Tillström, Magnus Gustafsson, Cristiano Caratti, Todd Witsken, Michiel Schapers, Kelly Evernden, Scott Davis, Sammy Giammalva Jr, Shlomo Glickstein, Peter Fleming, Billy Martin, Byron Bertram, Charlie Pasarell, Ismail El Shafei, Jürgen Fassbender, Marcelo Filippini, Galo Blanco, John Andrews, Hans-Jürgen Pohmann, Patricio Cornejo, Henrik Sundström, Hendrik Dreekmann, Renzo Furlan, Boro Jovanović, Thomaz Koch, Paolo Bertolucci, Ricardo Acuña, Patrik Kühnen, Paul Chamberlin, Barry Phillips-Moore, Butch Buchholz, Dan Goldie, Brad Pearce, Shūzō Matsuoka, Alex Rădulescu, Jan Siemerink, Davide Sanguinetti, Jan-Michael Gambill, Paul McNamee, Paul Kronk, Drew Gitlin, Peter Feigl, Robin Drysdale, Brad Drewett, Geoff Masters, Vladimír Zedník, Fabrice Santoro, Wanaro N'Godrella, Bill Bowrey*, István Gulyás*, Martin Mulligan*

(*) Joueurs ayant dépassé ce stade avant l'ère Open.
Seuls Roy Emerson et Andrey Rublev ont atteint les quarts de finale dans les 4 tournois du Grand Chelem.

#### Meilleur tour atteint dans tous les tournois
- Tous les titres : Rafael Nadal, Novak Djokovic, Roger Federer, Rod Laver, Andre Agassi
- Toutes les finales : Andy Murray, Ken Rosewall, Ivan Lendl, Stefan Edberg, Jim Courier
- Toutes les demi-finales : Jannik Sinner, Marin Čilić, Tomáš Berdych, Tony Roche, Tom Okker, Jimmy Connors, Vitas Gerulaitis, John McEnroe, Miloslav Mečíř, Boris Becker, Michael Stich, Pete Sampras, Patrick Rafter, Marat Safin, David Nalbandian
- Tous les quarts de finale : Grigor Dimitrov, Carlos Alcaraz, Daniil Medvedev, Andrey Rublev, Karen Khachanov, Stanislas Wawrinka, Kei Nishikori, Matteo Berrettini, Juan Martín del Potro, Jo-Wilfried Tsonga, David Ferrer, Mikhail Youzhny, Tommy Haas, Lleyton Hewitt, Arthur Ashe, John Newcombe, Guillermo Vilas, Mats Wilander, Michael Chang, Ievgueni Kafelnikov, Petr Korda, Johan Kriek, Richard Krajicek, Goran Ivanišević, Alex Metreveli, Fernando González, Onny Parun, Juan Carlos Ferrero

### Tournoi remporté après avoir sauvé une ou des balle(s) de match
Depuis les débuts du tennis. (*) Balles de match sauvées sur service adverse.

À Wimbledon en 1889 après la finale, il y eut le Challenge Round mais pas en 1895 où il y eut forfait du vainqueur de l'édition précédente.

Manuel Orantes sauve d'abord trois balles sur son service puis deux autres au retour.

Brian Norton et Guillermo Coria sont les seuls joueurs de l'histoire du tennis à avoir eu des balles de match dans une finale et qui n'ont finalement jamais remporté un tournoi du Grand Chelem.